# Paramaenas
Paramaenas é um género de traça pertencente à família Arctiidae.